# Evanston (Illinois)

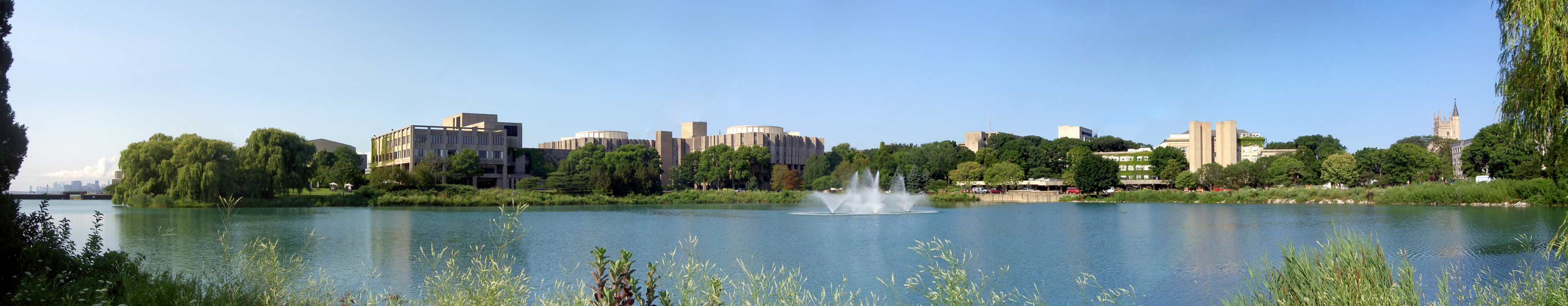
Panorama van Northwestern University in Evanston

Evanston is een plaats (city) in de Amerikaanse staat Illinois, en valt bestuurlijk gezien onder Cook County. Evanston ligt pal ten noorden van Chicago aan het Michiganmeer. De stad is genoemd naar de Republikeinse politicus John Evans. Hij was een van de stichters van de Northwestern University in Evanston in 1851.

## Demografie
Bij de volkstelling in 2000 werd het aantal inwoners vastgesteld op 74.239. In 2006 is het aantal inwoners door het United States Census Bureau geschat op 75.543, een stijging van 1304 (1,8%). Anno 2012 bedroeg het inwonersaantal 75.430.

## Geografie
Volgens het United States Census Bureau beslaat de plaats een oppervlakte van 20,2 km², waarvan 20,1 km² land en 0,1 km² water. Evanston ligt op ongeveer 187 m boven zeeniveau.

## Geboren in Evanston (Ill.)
- Laurens Hammond (1895-1973), ingenieur en uitvinder (hammondorgel)
- Kay Davis (1920-2012), jazzzangeres
- Charlton Heston (1923-2008), film- en televisieacteur, burgerrechten- en wapenactivist
- Donald Rumsfeld (1932-2021), politicus en zakenman
- Bob Bondurant (1933-2021), autocoureur
- Edmund Phelps (1933), econoom en Nobelprijswinnaar (2006)
- Jimmy Cayne (1934-2021), zakenman en bridgespeler
- Barbara Harris (1935-2018), actrice
- David Cryer (1936), acteur
- Grace Slick (1939), zangeres
- Richard Fancy (1943), acteur
- Ruby Wax (1951), comédienne
- Robert Soreng (1952), botanicus
- Rogers Brubaker (1956), hoogleraar sociologie
- William Petersen (1953), acteur
- John Naber (1956), zwemmer
- Richard Powers (1957), schrijver
- Mark Gorski (1960), wielrenner
- Elizabeth McGovern (1961), actrice
- Grant Shaud (1961), acteur
- Cathy Podewell (1964), actrice
- Eddie Vedder (1964), zanger (Pearl Jam)
- John Cusack (1966), acteur
- Daniel Sunjata (1971), acteur
- Ajay Naidu (1972), acteur
- James Foley (1973-2014), persfotograaf (vermoord)
- Jake Johnson (1978), acteur
- Timothy Goebel (1980), kunstschaatser
- Zach Gilford (1982), acteur
- Anisha Nagarajan (1983), film-, televisie- en musicalactrice
- Patrick Meek (1985), langebaanschaatser
- Brian Hansen (1990), langebaanschaatser
- Peter Callahan (1991), Amerikaans/Belgisch atleet
- Douglas Wilson (1999), basketballer

## Plaatsen in de nabije omgeving
De onderstaande figuur toont nabijgelegen plaatsen in een straal van 8 km rond Evanston.